# Kecamatan Subang (distrikt i Indonesien, lat -6,58, long 107,76)
Kecamatan Subang är ett distrikt i Indonesien.   Det ligger i provinsen Jawa Barat, i den västra delen av landet, 110 km öster om huvudstaden Jakarta.